# Lindbergia viridis
Lindbergia viridis är en bladmossart som beskrevs av Hugh Neville Dixon 1920. Lindbergia viridis ingår i släktet Lindbergia och familjen Leskeaceae. Inga underarter finns listade i Catalogue of Life.